# Salines
|  | Per a altres significats sobre Salines, vegeu «Les Salines (desambiguació)». |

Salines (en castellà i oficialment Salinas), és un municipi del País Valencià a la comarca de l'Alt Vinalopó. Tenia una població de 1.596 habitants (INE) el 2009.
Cavanilles va descriure la llacuna que l'envolta com a «causa destructora de viviendas y campos», ja que el 1751 causà inundacions que tornaren a repetir-se al final de la mateixa centúria. Francesc Sirera, veí de Novelda, encetà el projecte de dessecació de la llacuna, encara que com el mateix Cavanilles ens narra, a causa de les febres tercianes que contreien els treballadors, les obres es perllongaren fins a començaments del segle xix. Al llarg del segle s'emprimaren terres mentre s'expandia l'agricultura vitivinícola.

## Geografia física
El municipi de Salinas està situat en una conca endorreica, i s'estén al voltant d'una llacuna seca la major part de l'any en la qual, fins a 1950, s'extreien encara grans quantitats de sal. La conca està envoltada per la serra de Salines al NO, la de la Cabrera al NE, la de Cambra o l'Ombria al SE i la de la Sima al SO. Totes elles formen part del sistema prebètic, amb predomini de les roques cretàciques, des dels vessants fins a la llacuna s'estenen una sèrie de glacis amb constra de calcària.
Localitats limítrofes
|               | Nord: Villena   |                 |
| Oest: Villena | Rosa dels vents | Est: Saix, Elda |
|               | Sud: Monòver    |                 |

### Clima
El medi climàtic presenta alguns símptomes de continentalitat i es veu afectat per la sequedat que afecta a la vall del Vinalopó, si bé Salines escapa una mica de l'àrea més seca. Així doncs, mentre que al fons de la vall les precipitacions no solen passar de 300 mm, a les serres occidentals de Salines superen els 400 mm.
Les mitjanes tèrmiques oscil·len entre els 8º de gener i els 24º d'agost, registrant gelades a la primavera.

## Història

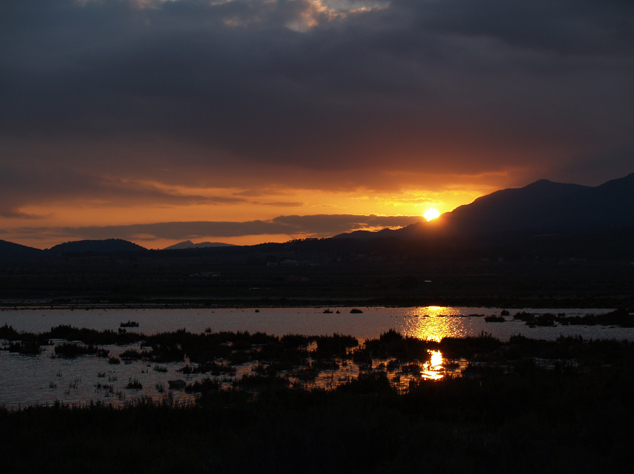
Llacuna de Salines al capvespre.

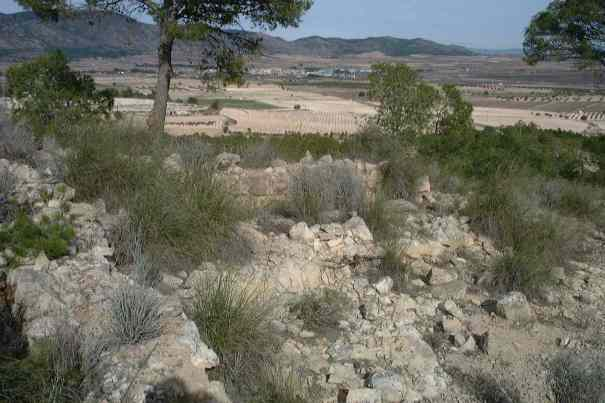
El Puntal de Salinas.

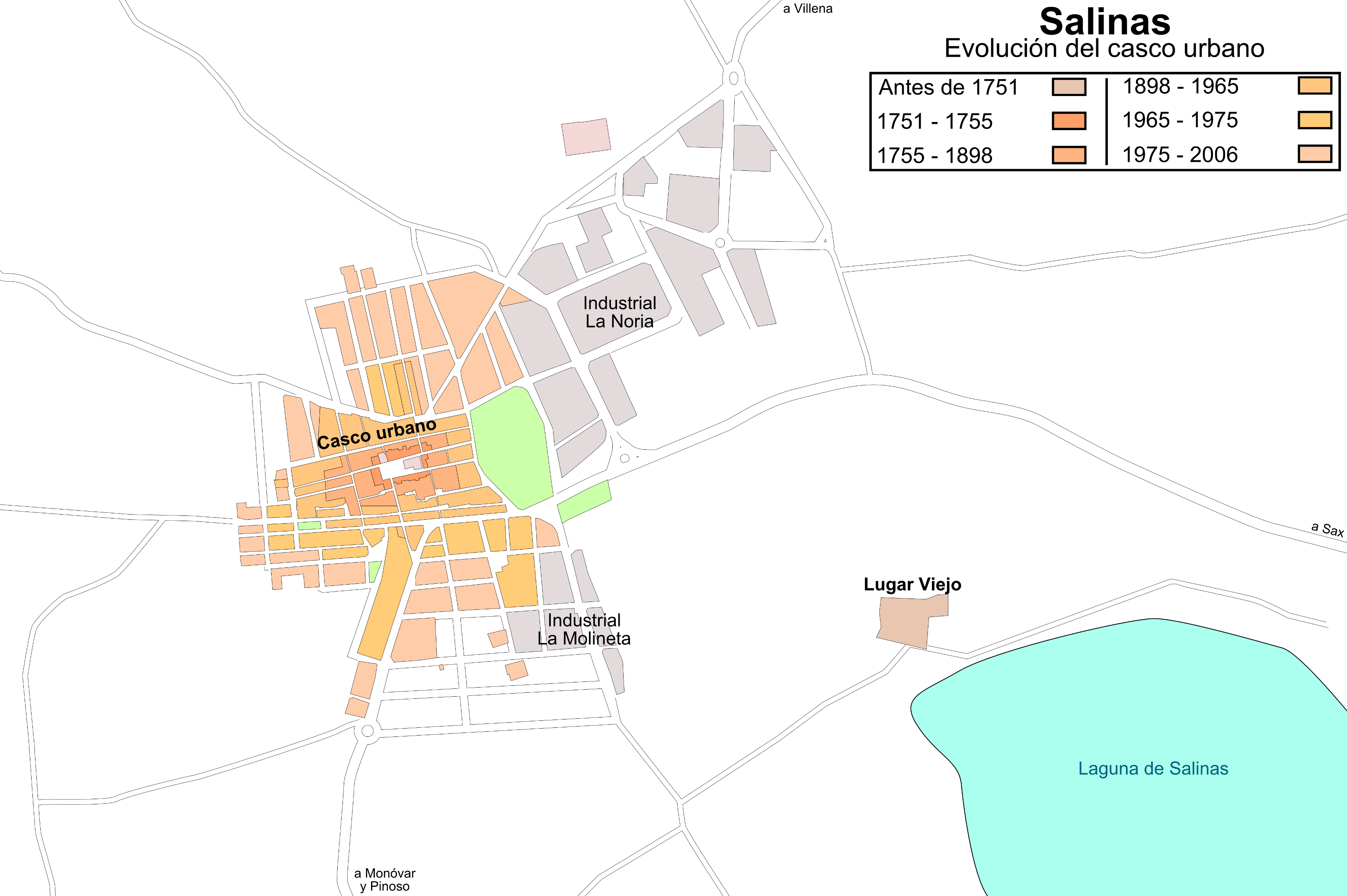
Evolució urbanística de Salines. Al sud-est, a la vora de la llacuna, es troba el Lloc Vell, nucli original de la població, al nord-oest es va desenvolupar l'actual nucli urbà des del seu trasllat en 1751.

L'existència de la llacuna de Salines ha marcat i condicionat el poblament des de la Prehistòria. Entre els segles segle viii aC i segle vii aC la zona de la llacuna va cobrar una gran importància estratègica en estar entre la ruta que permetia el pas entre Andalusia i la muntanya de Conca. La llacuna, tot i la insalubritat de les seues ribes, afavoria l'existència de terres de pasturatge i el cultiu de cereals, i l'extracció de sal, de gran importància econòmica. A més, l'espart silvestre que creixia al voltant de la llacuna fomentar així mateix la producció de tèxtils.
Anys més tard es van establir els fenicis, que van penetrar des d'una colònia situada a la rodalia de Callosa de Segura. En uns contraforts de la serra del Puntal es va trobar un important nucli ibèric, El Puntal de Salines, arran d'unes excavacions de José María Soler García en 1952. El declivi de la civilització ibera a l'àrea de Salines ve marcada per la romanització, que va començar al voltant del segle iii aC La zona es va despoblar, encara que no va perdre la seua força agrícola, atès que es van instal·lar algunes viles als voltants de la llacuna.
Les investigacions apunten l'existència d'un recinte emmurallat del segle xi amb una torre en la qual viuria una comunitat andalusí. Després de la conquesta cristiana, la població es va adjudicar al senyoriu de Villena, per passar després al d'Elda i al Regne de València. L'esmentada torre podria ser la que al final del segle xiii o principi del segle xiv va esdevenir una ermita i posteriorment en la primera església de Sant Antoni Abat. D'aquella època data també el castell, del qual s'han documentat restes que semblen correspondre més a fonamentacions que a alçats de les construccions.
L'any 1751 es va produir una gran inundació que va negar totalment la població, la qual hagué de ser reconstruïda, amb l'ajuda del comte de Puñonrostro. Per a tal fi es va decidir traslladar-la a un nou emplaçament, aproximadament un quilòmetre al nord-oest de l'anterior, més allunyada de la llacuna. Reutilitzant en la mesura del possible els materials de l'antic poble, es va aixecar un nucli de reduïdes dimensions, amb nombre similar de cases i distribuïdes d'una forma racional en aplicar un pla hipodàmic en el disseny urbà. L'espai edificat es va organitzar al voltant de la plaça central (actual plaça d'Espanya), en la qual se situen l'ajuntament i l'església parroquial. Als 4 anys d'haver-se iniciat les obres de trasllat, ja s'havien edificat 20 habitatges, l'ajuntament i la nova església, a més d'un forn de vidre, una botiga i una fonda. El 1837, amb l'abolició dels senyorius, Salines va esdevenir un municipi independent. El terme municipal apareix descrit en el Diccionari de Madoz (1845-1850) amb un conjunt urbà de 113 cases i amb una població de 184 persones.
A 1904 una Reial ordre declarar insalubre la llacuna, amb la qual cosa es va començar a construir un canal de drenatge, les obres van acabar el 1929. No obstant això, la llacuna va seguir retenint aigües i en 1942 el marquès de Triaño va decidir construir pous d'aigües i per a l'extracció de sal. Eixe procés es va paralitzar el 1952 i la llacuna romandre sense modificacions fins a 1994, en què el Ministeri d'Hisenda la va cedir a l'ajuntament de Salines.

## Demografia
L'any 1510 Salines tenia uns 20 veïns (uns 80 habitants), que van augmentar a 60 (uns 240 hab.) en 1646 a causa de l'emigració cap a terres deixades pels moriscos. A 1787 ja reunia 521 habitants, que van créixer a 973 a 1857 i 1261 a 1910. Després va entrar en una fase d'estancament i emigració que va reduir la població a 918 habitants en 1970, però després ha augmentat fins a arribar a 2003 als 1388 habitants.
A les últimes dècades del segle xx es va produir un important moviment urbanitzador, el que va propiciar un ràpid augment de la població i va augmentar el percentatge d'estrangers, tant europeus com extracomunitaris.
| Población | 969 | 1.440 | 1.239 | 1.112 | 1.000 | 1.097 | 1.215 | 1.264 | 1.322 | 1.388 | 1.402 | 1.466 | 1.498 | 1.522 | 1.588 | 1.596 |

## Alcaldia

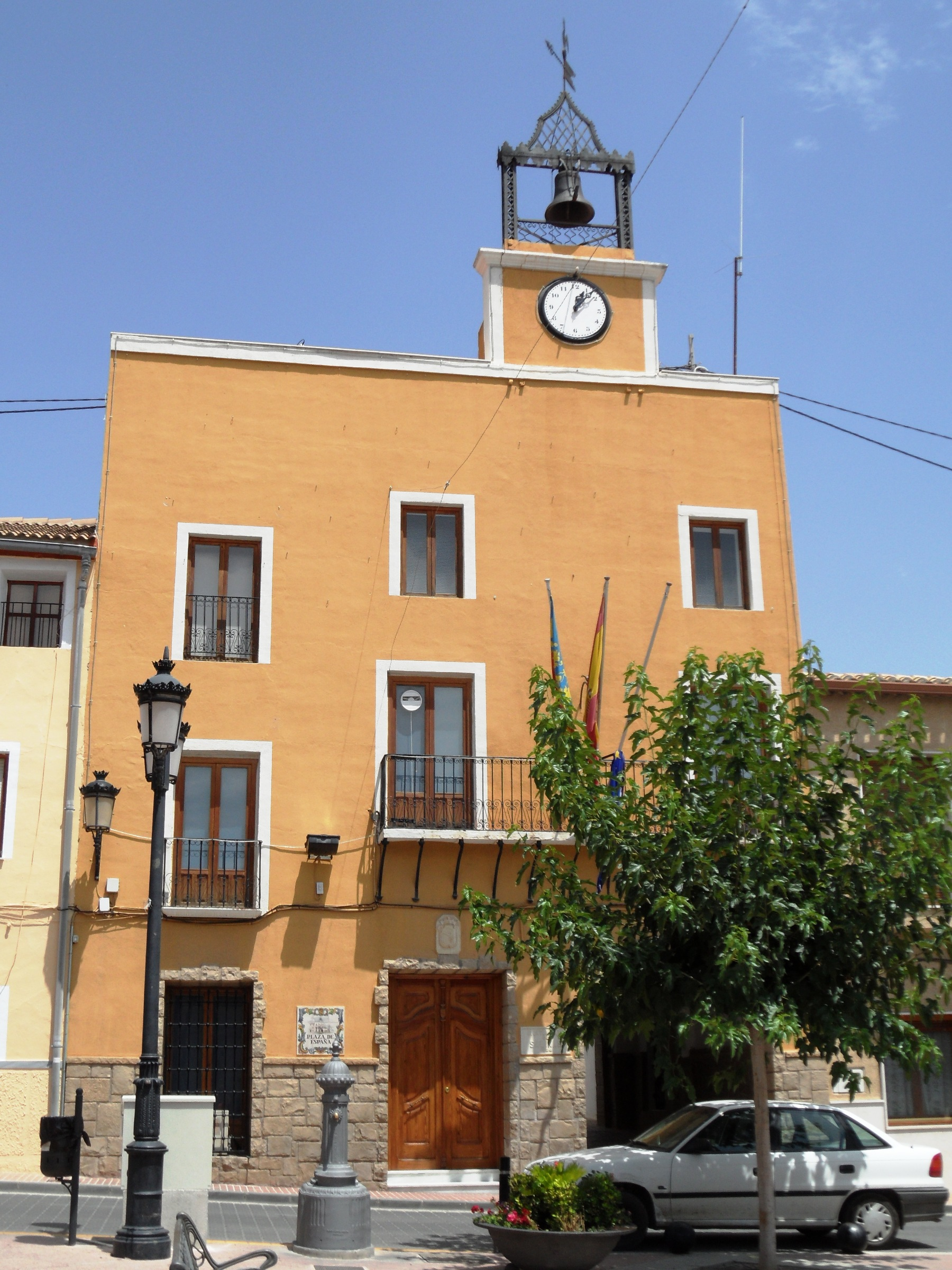
Ajuntament de Salines.

Des de 2009 l'alcalde de Salines és Isidro Monzó Pérez del Partit Popular (PP).
| Període                       | Alcalde o alcaldessa                     | Partit polític | Data de possessió     | Observacions       |
| ----------------------------- | ---------------------------------------- | -------------- | --------------------- | ------------------ |
| 1979–1983                     | José Pérez Barceló                       | UCD            | 19/04/1979            | --                 |
| 1983–1987                     | Juan José Amorós Vidal                   | PCE-PCPV       | 28/05/1983            | --                 |
| 1987–1991                     | Juan José Amorós Vidal                   | IU-UPV         | 30/06/1987            | --                 |
| 1991–1995                     | Juan José Amorós Vidal                   | EUPV           | 15/06/1991            | --                 |
| 1995–1999                     | Juan José Amorós Vidal                   | EU-EVPV        | 17/06/1995            | --                 |
| 1999–2003                     | Juan José Amorós Vidal                   | EU-EVPV        | 03/07/1999            | --                 |
| 2003–2007                     | Juan José Amorós Vidal                   | EU-Entesa      | 14/06/2003            | --                 |
| 2007–2011                     | Joaquín Marco Bernabé Isidro Monzó Pérez | PSPV-PSOE PP   | 16/06/2007 11/09/2009 | Pacte de govern -- |
| 2011–2015                     | Isidro Monzó Pérez                       | PP             | 11/06/2011            | --                 |
| 2015–2019                     | Isidro Monzó Pérez                       | PP             | 13/06/2015            | --                 |
| 2019-2023                     | Isidro Monzó Pérez                       | PP             | 15/06/2019            | --                 |
| Des de 2023                   | n/d                                      | n/d            | 17/06/2023            | --                 |
| Fonts: Generalitat Valenciana |                                          |                |                       |                    |

## Economia

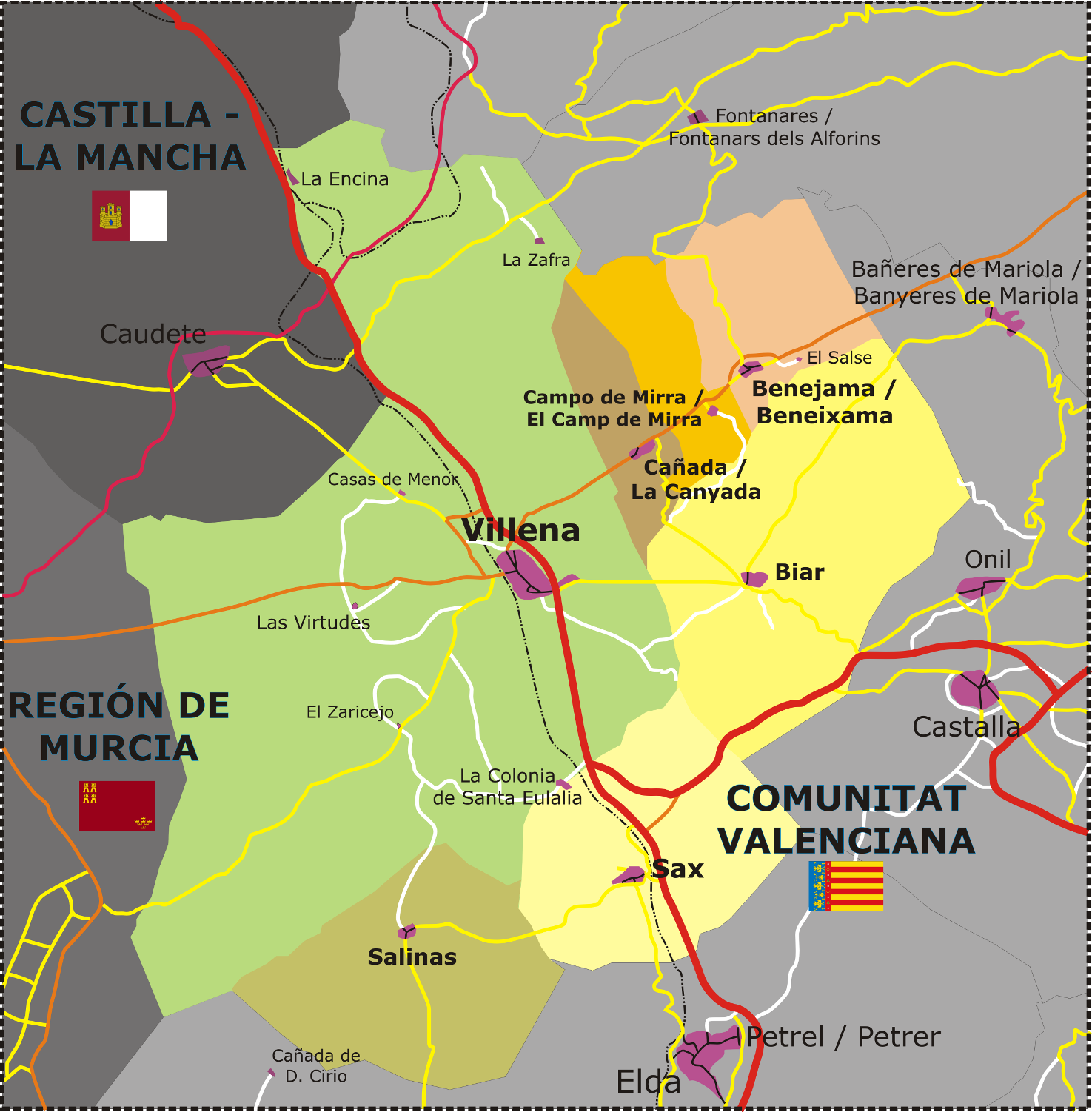
Vies de comunicació de l'Alt Vinalopó.

El sector agrícola, molt important fins a la dècada de 1950, amb prou feines ocupava en 2003 al 6,6% de la població activa. Tanmateix, la superfície conreada és de 2500 ha, el que suposa un 41% del terme. Unes 500 d'estes ha són de regadiu, sent les restants de secà. Dominen l'ametller, la vinya i l'olivera.
L'activitat industrial, un cop desmantellada l'extracció de sal, va aconseguir un important desenvolupament a partir de la dècada de 1960, amb la fabricació de bosses i calçat, així com altres sectors menors, que en total ocupen un 60% de la població.

## Transports
L'única carretera d'entitat que travessa el terme de Salines és la CV-830, que enllaça en pel nord a la A-31 a l'altura de Saix i pel sud a la CV-83 entre Monòver i el Pinós.

## Patrimoni

### Patrimoni arquitectònic

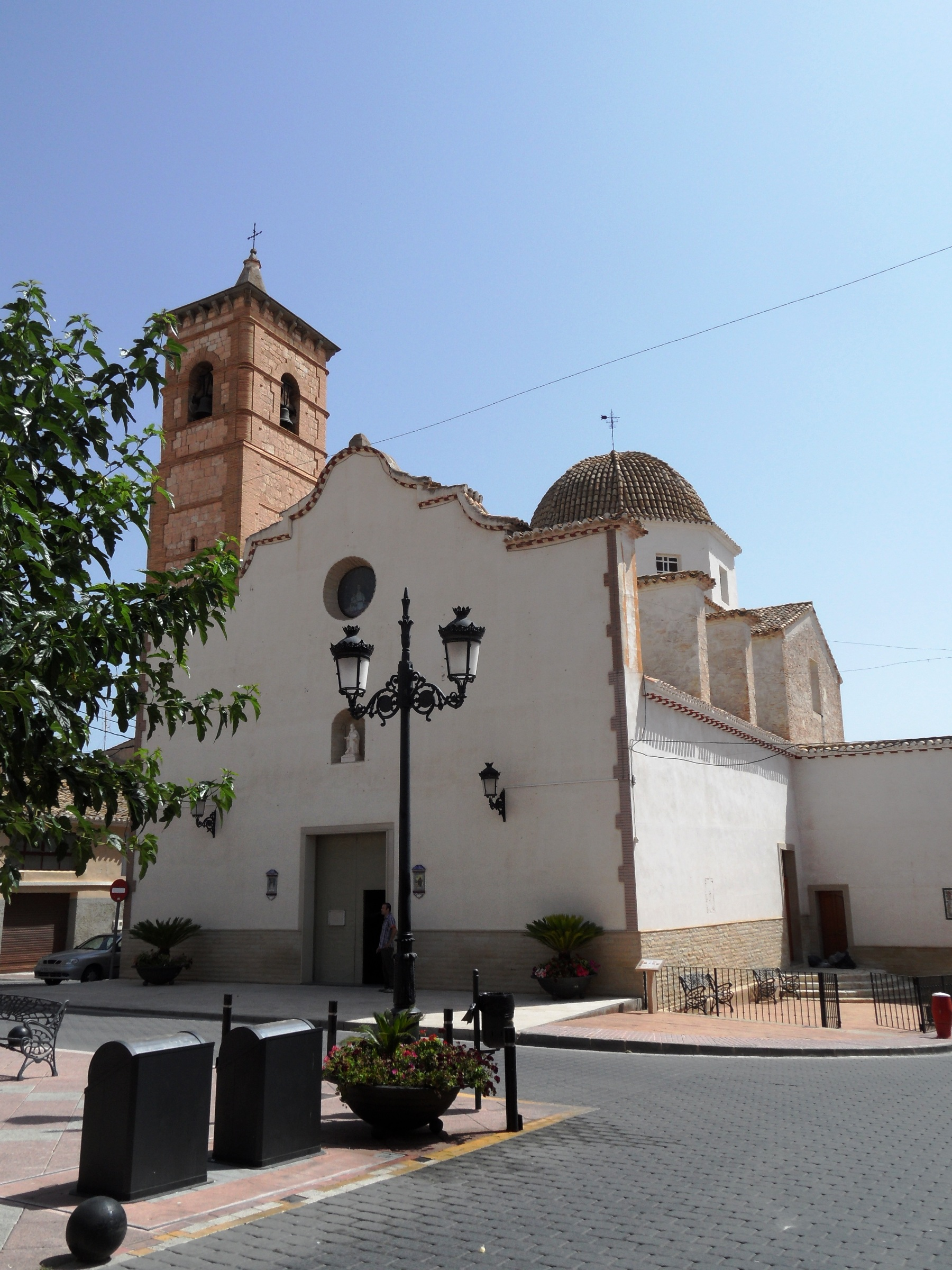
Església parroquial de Sant Antoni Abat.

- Església parroquial de Sant Antoni Abat: La seua construcció es van iniciar al segle xviii, en traslladar la població al seu emplaçament actual arran de la inundació de 1751.[4] El temple és d'una sola nau amb capelles laterals i cúpula central. La capella de la comunió conserva el paviment original. Entre la decoració hi ha tres quadres del pintor saliner Juan Gabriel Barceló.[10]
- Ermita de Sant Isidre Llaurador: Es troba allunyada uns 2 km del nucli urbà,[4] en estat ruïnós.[10]
- Ermita Nova de Sant Isidre: Es va construir a final de la dècada de 1990 al Cabezo de l'Àguila i constituïx l'eix central d'una romeria que es realitza el 15 de maig.[10]
- El Castell: A la zona anomenada de Los Castillos ha evidència de diverses torres i un possible aljub d'època incerta. Tot sembla indicar que la fortificació no va ser destruïda, sinó que mai va acabar de construir-se.[10]

### Patrimoni arqueològic
- El Puntal: Es tracta d'un poblat i necròpolis ibèrics datats al segle iv aC[4] Està situat a uns tres suilòmeetres de la localitat i va ser excavat a partir de 1952 per José María Soler. Els materials descoberts es troben exposats al Museu Arqueològic de Villena.[10]
- La Molineta: Es tracta d'un jaciment que mai ha estat excavat, encara que s'han trobat diverses troballes ibers i romanes es considera que podria tractar-se d'una necròpolis ibèrica.[10]
- Lugar Viejo: Es tracta de l'antic recinte de la localitat, ocupat almenys des del segle xi per una comunitat andalusí, que va construir un recinte emmurallat amb torre. Actualment queden poques restes de cap dels períodes.[10]

### Patrimoni natural
- Serra de Salines: Es tracta d'un sistema muntanyós que s'estén per uns 17 quilòmetres de longitud, cap als termes de Iecla i Villena. A la Serra de Salines s'han catalogat 500 espècies de plantes diferents, encara que el nombre és tan sols estimat, ja que es pensa que poden rondar les 800 espècies.[11] Es pot trobar també fauna com el duc, el gamarús i l'àguila reial. Està travessada per multitud de senders de petit recorregut.[11]
- Llacuna de Salines: Es tracta d'una llacuna endorreica de caràcter salat en què desemboquen els cursos fluvials de les serres del voltant, així com de diversos pous.[12] Roman gairebé seca gran part de l'any a causa de la falta de pluges existent a la conca del Vinalopó.[13]

## Cultura
- Auditori municipal: Es va inaugurar en 2008, amb capacitat per a 265 espectadors. Està preparat per a representacions teatrals, bandes de música, dansa, cinema, conferències i actes protocol·laris en general. També disposa d'un escenari a l'aire lliure.[14]

### Festes
- Sant Antoni Abat: Se celebren al gener en honor de Sant Antoni Abat, patró de l'església parroquial.[15]
- Moros i cristians: Se celebren al maig en honor de la Mare de Déu del Roser.[4] Participen 3 comparses: pirates, contrabandistes i moros laguneros. Entre els actes més destacats hi l'Entrada, la Retreta i les Ambaixades.[15]
- Verge del Rosari: Se celebren a l'octubre en honor de la Mare de Déu del Roser, patrona de la localitat. Les activitats inclouen actes litúrgics i processons.[15]

### Gastronomia
La gastronomia de Salinas està en transició entre la cuina mediterrània i la manxega. Es caracteritza per l'ús d'oli d'oliva, verdures, carn de corder i porc. Pel que fa a la rebosteria, destaquen les coques preparades amb ametlles i les tradicionals tonyes, rotllos fregits, ametllats i sequillos. Entre els plats més típics són el gaspatxo saliner, la gatxamiga (elaborades amb oli d'oliva, sal, farina, all i aigua), els arrossos, sobretot amb conill i caragols, caldós i amb cigrons, el fandango (tomaca seca, nyores, cebes, pebrots, creïlles), l'olla gitana (fesols, ceba, arròs, llenties, bledes) i la salsa de cigrons.